# Duplorbis smithi
Duplorbis smithi is een krabbezakjessoort uit de familie van de Duplorbidae. De wetenschappelijke naam van de soort is voor het eerst geldig gepubliceerd in 1923 door Nierstrasz & Brender-à-Brandis.